# ییپ چینگ
ییپ چینگ (انگلیسی: Ip Ching؛ ‏ ۷ ژوئیهٔ ۱۹۳۶ – ۲۵ ژانویهٔ ۲۰۲۰) یک رزمی‌کار سبک وینگ‌چون اهل هنگ کنگ و فرزند ییپ من بود. او یکی از پنج استاد بزرگ از خانواده ییپ من در کونگ‌فو وینگ‌چون بود.
او به همراه برادرش در فیلم ایپ من ۳ مشاور کونگ فوی سبک وینگ‌چون بودند.